# Шюллер, Александр
Александр Шюллер (нем. Alexander Schüller; род. 13 мая 1997, Лейпциг, Лейпциг) ― немецкий бобслеист, семикратный чемпион мира, трёхкратный чемпион Европы, чемпион XXIV Зимних Олимпийских игр 2022 года в Пекине.

## Биография
Родился 13 мая 1997 года в Лейпциге, Германия.
Трижды становился чемпионом мира: в 2020 году в Альтенберге (четвёрки), в 2021 году, Альтенберг	(двойки), 2021 год, Альтенберг (четвёрки).
Чемпион Европы 2021 года в Винтерберге (четверки).
На зимних Олимпийских играх 2022 года стал олимпийским чемпионом в четвёрке.